# Herzogsborn

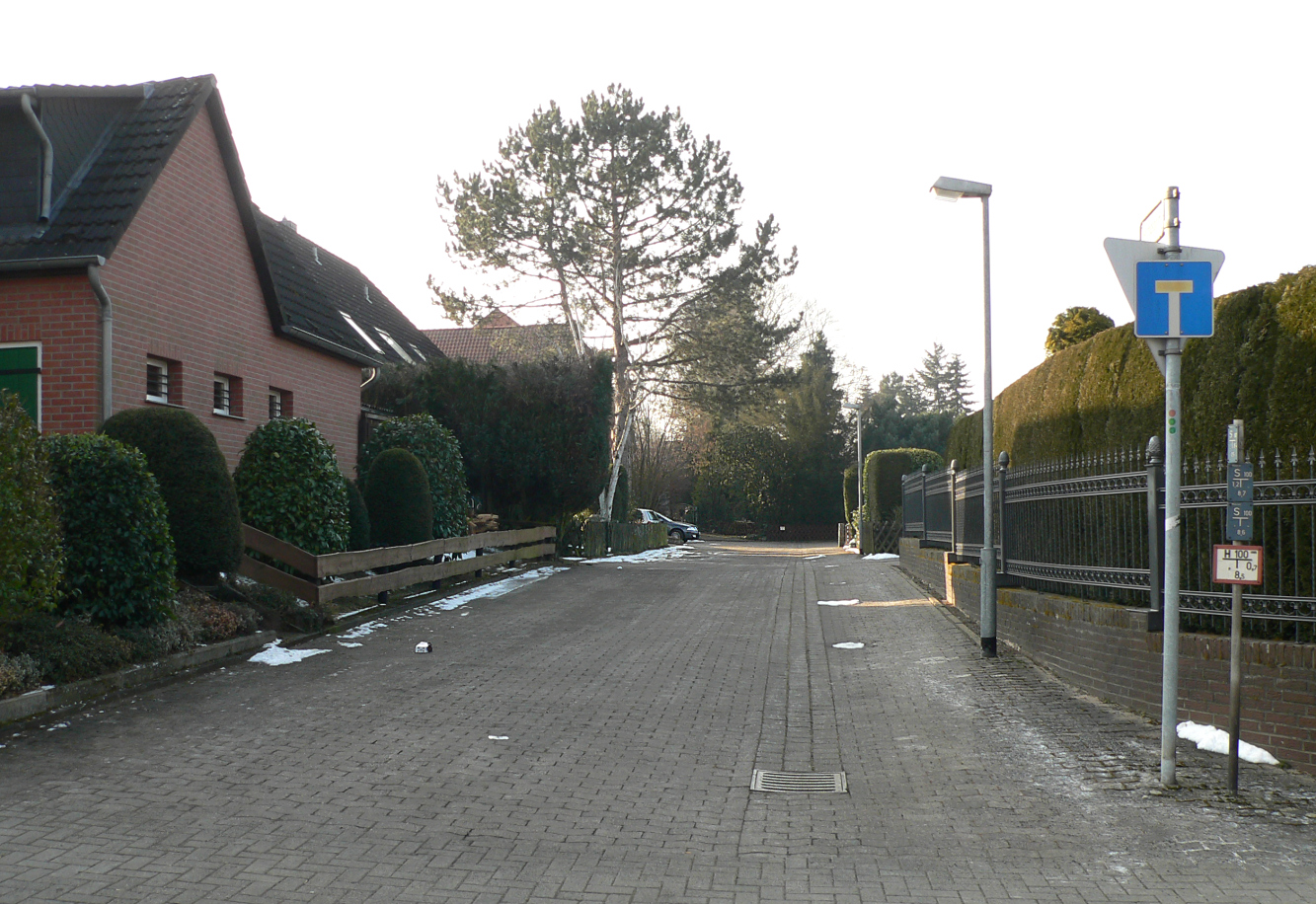
Straße Herzogsborn (2018)

Der Herzogsborn in Hannover im heutigen Stadtteil Ahlem ist ein nicht erhaltener Brunnen, der sich aus drei Quellen speiste und dessen Geschichte möglicherweise bis ins Mittelalter zurückreicht. Heute erinnert ein Straßenname an den Brunnen.

## Geschichte
In dem erstmals im Jahr 1256 als „Alem“ erwähnten Ort bewirkte der von Menschen gebaute Brunnen, der die Wasser von drei Quellen fasste, möglicherweise erst die Entstehung des Dorfes Ahlem an dieser Stelle. Jahrhunderte später ließ der Landesherr, Herzog Ernst August zu Braunschweig und Lüneburg, im Jahr 1691 den Brunnen schützen: Er wusste die natürlichen Quellwasser als Trinkwasser für seine Hofhaltung am Großen Garten in Herrenhausen zu schätzen.
Nachdem die Landschaft um den Brunnen lange Zeit mit dem Flurnamen „Quellengrund“ bezeichnet worden war, wurde im Jahr 1974 westlich des Rosenbuschweges die heutige Straße angelegt und anfangs „Am Quellengrund“ benannt. Doch schon im Folgejahr 1975 wurde die Straße umbenannt zur Erinnerung an den Herzog und den durch ihn verfügten Schutz des alten Brunnens.